# Michele McDonald
Michele McDonald (Butler, 26 giugno 1952 – Saxonburg, 23 gennaio 2020) è stata una modella statunitense.

## Carriera
Incoraggiata a partecipare al concorso dalla madre, Michele McDonald fu eletta Miss Pennsylvania nel maggio 1971. Più tardi, nel corso dello stesso mese, la McDonald rappresentò il proprio stato a Miss USA, che si svolgeva a Miami Beach. La McDonald vinse il concorso, trasmesso in tutta la nazione in diretta TV, diventando la prima rappresentante della Pennsylvania a vincere il titolo. Il giorno dopo la vittoria, insieme ai genitori, fu invitata dal presidente Richard Nixon e da sua moglie Mrs Nixon a fargli visita nella loro casa estiva a Key Biscayne. La McDonald fu anche la più giovane vincitrice del concorso, dato che all'epoca dell'incoronazione era ancora una studentessa del Knoch High School.
Spronata dall'organizzazione, la McDonald perse cinque chili prima di partecipare a Miss Universo 1971 dove rappresentò gli Stati Uniti che si tennero a luglio sempre a Miami. Durante il concorso la McDonald si distinse principalmente per il vistoso stato di affaticamento e denutrizione, dovuti alla dieta. Arrivò tra le prime dodici finaliste, ma alla fine il concorso fu vinto da Georgina Rizk del Libano. Dopo l'anno di regno come Miss USA, Michele McDonald studiò per diventare infermiera e si sposò.